# Otto Lorenz
Otto Henri Lorenz, född 1831, död 1895, var en tysk-fransk bokhandlare.
Lorenz grundade 1861 en bokhandel i Paris och gjorde sig känd för de värdefulla bokkatalogerna Catalogue général de la libraire française (tiden 1840-85, 11 band 1867-88, därefter fortsatt av Daniel Jordell) samt Catalogue mensuel de la littérature française (1876-84, fortsatt av K. Nilsson).